# Gaillefontaine
Gaillefontaine é uma comuna francesa na região administrativa da Normandia, no departamento de Sena Marítimo. Estende-se por uma área de 26,29 km². Em 2010 a comuna tinha 1 232 habitantes (densidade: 46,9 hab./km²).